# Ludersdorf-Wilfersdorf
Ludersdorf-Wilfersdorf är en kommun i distriktet Weiz i förbundslandet Steiermark i Österrike.
Kommunen består av fyra orter (Ortschaften) (inom parentes invånarantal 1 januari 2024):
- Flöcking (749)
- Ludersdorf (696)
- Pircha (497)
- Wilfersdorf (613)